# Gumchal
Gumchal – gaun wikas samiti w zachodniej części Nepalu w strefie Rapti w dystrykcie Rolpa. Według nepalskiego spisu powszechnego z 2011 roku liczył on 650 gospodarstw domowych i 3815 mieszkańców (2093 kobiety i 1722 mężczyzn).